# Giro de Campània
El Giro de Campània (en italià Giro di Campania) és una antiga cursa ciclista que es disputà a la regió italiana de la Campània. La primera edició es disputà el 1911, sent una cursa per etapes en les dues primeres edicions. A partir de la tercera passà a ser una cursa d'un sol dia, amb l'excepció de les edicions de 1929, 1931 i 1938. L'edició de 1950 va estar reservada a ciclistes amateurs i independents. El 1977 la cursa serví per decidir el campió nacional en ruta, sent el vencedor Enrico Paolini.
La darrera edició es disputà el 2001

## Palmarès
| Any     | Vencedor            | Segon                    | Tercer               |
| ------- | ------------------- | ------------------------ | -------------------- |
| 1911    | Emanuele Garda      | Angelo Gremo             | Mario Bonalanza      |
| 1912    | no disputat         | no disputat              | no disputat          |
| 1913    | Giseppe Pifferi     | Ezio Cortesia            | Umberto Romano       |
| 1914-20 | no disputat         | no disputat              | no disputat          |
| 1921    | Angelo Gremo        | Giuseppe Santhià         | Giacchino Tatta      |
| 1922    | Italiano Lugli      | Angiolo Marchi           | Antonio Tecchio      |
| 1923-25 | no disputat         | no disputat              | no disputat          |
| 1926    | Leonida Frascarelli | Battista Giuntelli       | Raffaele Perna       |
| 1927    | Alberto Temponi     | Colombo Neri             | Settimo Innocenti    |
| 1928    | no disputat         | no disputat              | no disputat          |
| 1929    | Leonida Frascarelli | Battista Giuntelli       | Raffaele Di Paco     |
| 1930    | no disputat         | no disputat              | no disputat          |
| 1931    | Luigi Barral        | Francesco Camusso        | Enrico Eboli         |
| 1932    | Learco Guerra       | Alfredo Binda            | Michele Mara         |
| 1933    | no disputat         | no disputat              | no disputat          |
| 1934    | Learco Guerra       | Mario Cipriani           | Joseph Soffietti     |
| 1935    | Learco Guerra       | Giuseppe Olmo            | Giuseppe Martano     |
| 1936-37 | no disputat         | no disputat              | no disputat          |
| 1938    | Giuseppe Olmo       | Vasco Bergamaschi        | Learco Guerra        |
| 1939    | Cino Cinelli        | Gino Bartali             | Pietro Rimoldi       |
| 1940    | Gino Bartali        | Pietro Rimoldi           | Osvaldo Bailo        |
| 1941    | Olimpio Bizzi       | Mario De Benedetti       | Osvaldo Bailo        |
| 1942    | Pierino Favalli     | Antonio Bevilacqua       | Vasco Bergamaschi    |
| 1943-44 | no disputat         | no disputat              | no disputat          |
| 1945    | Gino Bartali        | Primo Volpi              | Quirino Toccacelli   |
| 1946-47 | no disputat         | no disputat              | no disputat          |
| 1948    | Luciano Maggini     | Vito Ortelli             | Severino Canavesi    |
| 1949    | no disputat         | no disputat              | no disputat          |
| 1950    | Luciano Ciancola    | Enrico Pizzingrilli      | Arcangelo Bove       |
| 1951    | no disputat         | no disputat              | no disputat          |
| 1952    | Giuseppe Minardi    | Nino Defilippis          | Luciano Frosini      |
| 1953    | Adolfo Grosso       | Loretto Petrucci         | Fiorenzo Magni       |
| 1954    | Fausto Coppi        | Michele Gismondi         | Bernard Gauthier     |
| 1955    | Fausto Coppi        | Fiorenzo Magni           | Giancarlo Astrua     |
| 1956    | Angelo Conterno     | Giancarlo Astrua         | Gastone Nencini      |
| 1957    | Giorgio Albani      | Michele Gismondi         | Gastone Nencini      |
| 1958    | Alfredo Sabbadin    | Nello Fabbri             | Guido Carlesi        |
| 1959    | Rino Benedetti      | Bruno Monti              | Pierino Baffi        |
| 1960    | Dino Liviero        | Gastone Nencini          | Pierino Baffi        |
| 1961    | Livio Trappè        | Noè Conti                | Pierino Baffi        |
| 1962    | Silvano Ciampi      | Jos Hoevenaers           | Vincenzo Meco        |
| 1963    | Adriano Durante     | Pierino Baffi            | Vittorio Casati      |
| 1964    | Vito Taccone        | Italo Zilioli            | Michele Dancelli     |
| 1965    | Michele Dancelli    | Roberto Poggiali         | Gianni Motta         |
| 1966    | Guido De Rosso      | Jacques Anquetil         | Luciano Sambi        |
| 1967    | Dino Zandegù        | Vittorio Adorni          | Rudi Altig           |
| 1968    | Italo Zilioli       | Franco Bitossi           | Ugo Colombo          |
| 1969    | Marino Basso        | Flaviano Vicentini       | Wladimiro Panizza    |
| 1970    | Franco Bitossi      | Gianfranco Bianchin      | Giancarlo Polidori   |
| 1971    | Claudio Michelotto  | Patrick Sercu            | Marino Basso         |
| 1972    | Franco Bitossi      | Italo Zilioli            | Marcello Bergamo     |
| 1973    | Anul·lat            | Anul·lat                 | Anul·lat             |
| 1974    | Marcello Bergamo    | Wladimiro Panizza        | Enrico Paolini       |
| 1975    | Giancarlo Bellini   | Wladimiro Panizza        | Constantino Conti    |
| 1976    | Rik Van Linden      | Marino Basso             | Roger De Vlaeminck   |
| 1977    | Enrico Paolini      | Marcello Bergamo         | Francesco Moser      |
| 1978    | Giuseppe Saronni    | Wladimiro Panizza        | Vittorio Algeri      |
| 1979    | Piermattia Gavazzi  | Giuseppe Saronni         | Francesco Moser      |
| 1980    | Giuseppe Saronni    | Pierino Gavazzi          | Silvano Contini      |
| 1981    | Leonardo Mazzantini | Giovanni Mantovani       | Francesco Moser      |
| 1982    | Francesco Moser     | Vittorio Algeri          | Wladimiro Panizza    |
| 1983    | Francesco Moser     | Gianbattista Baronchelli | Mario Noris          |
| 1984    | Roger De Vlaeminck  | Dag-Erik Pedersen        | Jürg Bruggmann       |
| 1985    | Daniele Caroli      | Moreno Argentin          | Silvestro Milani     |
| 1986    | Rolf Gölz           | Roberto Visentini        | Pierino Gavazzi      |
| 1987    | Giuseppe Petito     | Maurizio Rossi           | Alessandro Paganessi |
| 1988    | Adriano Baffi       | Angelo Canzonieri        | Maurizio Fondriest   |
| 1989    | Luciano Rabbottini  | Franco Ballerini         | Alberto Volpi        |
| 1990    | Franco Ballerini    | Stefano Colagè           | Antonio Fanelli      |
| 1991    | Dario Nicoletti     | Danilo Gioia             | Dario Mariuzzo       |
| 1992    | Davide Cassani      | Franco Ballerini         | Maurizio Fondriest   |
| 1993    | Stefano Della Santa | Leonardo Sierra          | Andrei Txmil         |
| 1994-99 | no disputat         | no disputat              | no disputat          |
| 2000    | Dario Frigo         | Oscar Cavagnis           | Rodolfo Massi        |
| 2001    | Dmitri Kónixev      | Biagio Conte             | Alberto Ongarato     |